# SAIC Motor UK
 (février 2018).
Si vous disposez d'ouvrages ou d'articles de référence ou si vous connaissez des sites web de qualité traitant du thème abordé ici, merci de compléter l'article en donnant les références utiles à sa vérifiabilité et en les liant à la section « Notes et références ».
SAIC Motor UK est la division européenne du constructeur automobile public chinois SAIC, basée dans le quartier londonien de Marylebone (Angleterre).Elle assure également le contrôle de la marque MG Motor pour les ventes et la distribution.

## Histoire
Elle a été créée en 2006 lors de la fusion de SAIC avec Nanjing Automobile Corporation (NAC).

## Opérations

### Recherche et développement
Elle possède un centre technique d'ingénierie et de design pour concevoir de nouveaux véhicules MG Motor et Roewe pour SAIC.